# Tour dels Alps Marítims i del Var 2022
El Tour dels Alps Marítims i del Var 2022, 54a edició del Tour dels Alps Marítims i del Var, es disputà entre el 18 i el 20 de febrer de 2022 sobre un recorregut de 438 km repartits entre tres etapes. La cursa formava part del calendari de l'UCI Europa Tour 2022, amb una categoria 2.1.
El vencedor final fou el colombià Nairo Quintana (Arkéa-Samsic), clar vencedor de la cursa amb un minut i mig sobre Tim Wellens (Lotto-Soudal) i gairebé dos minuts sobre Guillaume Martin (Cofidis), segon i tercer respectivament.

## Equips
En aquesta edició hi prendran part 18 equips:
| WorldTeams (7)- Cofidis - EF Education-EasyPost - AG2R Citroën Team - Trek-Segafredo - Groupama-FDJ - Lotto-Soudal - Team DSM ProTeams (6)- Bingoal Pauwels Sauces WB - B&B Hotels-KTM - TotalEnergies - Arkéa-Samsic - Equipo Kern Pharma - Uno-X Pro Cycling Team Equips continentals (5)- Nice Métropole Côte d'Azur - UC Nantes Atlantique - Saint Michel-Auber 93 - Go Sport-Roubaix Lille Métropole - Riwal |
| |

## Etapes
| Etapa    | Data      | Ciutats d'etapa              | type                    | Distància (km) | Desnivell (m) | Vencedor de l'etapa  | Líder de la general  |
| -------- | --------- | ---------------------------- | ----------------------- | -------------- | ------------- | -------------------- | -------------------- |
| 1a etapa | 18 de feb | Sant Rafèu – La Sanha        | etapa accidentada       | 176,3          | 1.955 m       | Caleb Ewan           | Caleb Ewan           |
| 2a etapa | 19 de feb | Lo Puget Tenier – La Túrbia  | etapa de mitja muntanya | 149,1          | 2.663 m       | Tim Wellens          | Tim Wellens          |
| 3a etapa | 20 de feb | Vilafranca de Mar – Blausasc | etapa de mitja muntanya | 112,6          | 2.650 m       | Nairo Quintana Rojas | Nairo Quintana Rojas |

### Etapa 1
| \| Classificació de l'etapa \| Classificació de l'etapa \| Classificació de l'etapa \| Classificació de l'etapa \| Classificació de l'etapa \| \| Corredor \| Corredor \| Equip \| Temps \| \| \| ------------------------ \| ------------------------ \| ------------------------ \| ------------------------ \| ------------------------ \| \| 1r \| Caleb Ewan \| Lotto-Soudal \| 4h 14' 44" \| \| \| 2n \| Anthony Turgis \| TotalEnergies \| + 0" \| \| \| 3r \| Nacer Bouhanni \| Arkéa-Samsic \| + 0" \| \| \| 4t \| Andrea Vendrame \| AG2R Citroën Team \| + 0" \| \| \| 5è \| Alex Kirsch \| Trek-Segafredo \| + 0" \| \| \| 6è \| Kevin Geniets \| Groupama-FDJ \| + 0" \| \| \| 7è \| Anthony Maldonado \| Saint Michel-Auber 93 \| + 0" \| \| \| 8è \| Alexis Renard \| Cofidis \| + 0" \| \| \| 9è \| James Shaw \| EF Education-EasyPost \| + 0" \| \| \| 10è \| Damien Touzé \| AG2R Citroën Team \| + 0" \| \| |                   |                       |            |
| |                   |                       |            |
| Font: ProCyclingStats |                   |                       |            |
| Classificació de l'etapa |                   |                       |            |
| Corredor | Corredor          | Equip                 | Temps      |
| 1r | Caleb Ewan        | Lotto-Soudal          | 4h 14' 44" |
| 2n | Anthony Turgis    | TotalEnergies         | + 0"       |
| 3r | Nacer Bouhanni    | Arkéa-Samsic          | + 0"       |
| 4t | Andrea Vendrame   | AG2R Citroën Team     | + 0"       |
| 5è | Alex Kirsch       | Trek-Segafredo        | + 0"       |
| 6è | Kevin Geniets     | Groupama-FDJ          | + 0"       |
| 7è | Anthony Maldonado | Saint Michel-Auber 93 | + 0"       |
| 8è | Alexis Renard     | Cofidis               | + 0"       |
| 9è | James Shaw        | EF Education-EasyPost | + 0"       |
| 10è | Damien Touzé      | AG2R Citroën Team     | + 0"       |

| \| Classificació general \| Classificació general \| Classificació general \| Classificació general \| Classificació general \| \| Corredor \| Corredor \| Equip \| Temps \| \| \| --------------------- \| --------------------- \| --------------------- \| --------------------- \| --------------------- \| \| 1r \| Caleb Ewan \| Lotto-Soudal \| 4h 14' 44" \| \| \| 2n \| Anthony Turgis \| TotalEnergies \| + 0" \| \| \| 3r \| Nacer Bouhanni \| Arkéa-Samsic \| + 0" \| \| \| 4t \| Andrea Vendrame \| AG2R Citroën Team \| + 0" \| \| \| 5è \| Alex Kirsch \| Trek-Segafredo \| + 0" \| \| \| 6è \| Kevin Geniets \| Groupama-FDJ \| + 0" \| \| \| 7è \| Anthony Maldonado \| Saint Michel-Auber 93 \| + 0" \| \| \| 8è \| Alexis Renard \| Cofidis \| + 0" \| \| \| 9è \| James Shaw \| EF Education-EasyPost \| + 0" \| \| \| 10è \| Damien Touzé \| AG2R Citroën Team \| + 0" \| \| |                   |                       |            |
| |                   |                       |            |
| Font: ProCyclingStats |                   |                       |            |
| Classificació general |                   |                       |            |
| Corredor | Corredor          | Equip                 | Temps      |
| 1r | Caleb Ewan        | Lotto-Soudal          | 4h 14' 44" |
| 2n | Anthony Turgis    | TotalEnergies         | + 0"       |
| 3r | Nacer Bouhanni    | Arkéa-Samsic          | + 0"       |
| 4t | Andrea Vendrame   | AG2R Citroën Team     | + 0"       |
| 5è | Alex Kirsch       | Trek-Segafredo        | + 0"       |
| 6è | Kevin Geniets     | Groupama-FDJ          | + 0"       |
| 7è | Anthony Maldonado | Saint Michel-Auber 93 | + 0"       |
| 8è | Alexis Renard     | Cofidis               | + 0"       |
| 9è | James Shaw        | EF Education-EasyPost | + 0"       |
| 10è | Damien Touzé      | AG2R Citroën Team     | + 0"       |

### Etapa 2
| \| Classificació de l'etapa \| Classificació de l'etapa \| Classificació de l'etapa \| Classificació de l'etapa \| Classificació de l'etapa \| \| Corredor \| Corredor \| Equip \| Temps \| \| \| ------------------------ \| ------------------------ \| ------------------------ \| ------------------------ \| ------------------------ \| \| 1r \| Tim Wellens \| Lotto-Soudal \| 3h 45' 00" \| \| \| 2n \| Nairo Quintana Rojas \| Arkéa-Samsic \| + 0" \| \| \| 3r \| Valentin Madouas \| Groupama-FDJ \| + 25" \| \| \| 4t \| Bauke Mollema \| Trek-Segafredo \| + 27" \| \| \| 5è \| Guillaume Martin \| Cofidis \| + 27" \| \| \| 6è \| Amanuel Gebrezgabihier \| Trek-Segafredo \| + 30" \| \| \| 7è \| Andreas Kron \| Lotto-Soudal \| + 1' 27" \| \| \| 8è \| Alexis Vuillermoz \| TotalEnergies \| + 1' 27" \| \| \| 9è \| James Shaw \| EF Education-EasyPost \| + 1' 31" \| \| \| 10è \| Mathias Bregnhøj \| Riwal Cycling Team \| + 1' 33" \| \| |                        |                       |            |
| |                        |                       |            |
| Font: ProCyclingStats |                        |                       |            |
| Classificació de l'etapa |                        |                       |            |
| Corredor | Corredor               | Equip                 | Temps      |
| 1r | Tim Wellens            | Lotto-Soudal          | 3h 45' 00" |
| 2n | Nairo Quintana Rojas   | Arkéa-Samsic          | + 0"       |
| 3r | Valentin Madouas       | Groupama-FDJ          | + 25"      |
| 4t | Bauke Mollema          | Trek-Segafredo        | + 27"      |
| 5è | Guillaume Martin       | Cofidis               | + 27"      |
| 6è | Amanuel Gebrezgabihier | Trek-Segafredo        | + 30"      |
| 7è | Andreas Kron           | Lotto-Soudal          | + 1' 27"   |
| 8è | Alexis Vuillermoz      | TotalEnergies         | + 1' 27"   |
| 9è | James Shaw             | EF Education-EasyPost | + 1' 31"   |
| 10è | Mathias Bregnhøj       | Riwal Cycling Team    | + 1' 33"   |

| \| Classificació general \| Classificació general \| Classificació general \| Classificació general \| Classificació general \| \| Corredor \| Corredor \| Equip \| Temps \| \| \| --------------------- \| ---------------------- \| --------------------- \| --------------------- \| --------------------- \| \| 1r \| Tim Wellens \| Lotto-Soudal \| 8h 00' 43" \| \| \| 2n \| Nairo Quintana Rojas \| Arkéa-Samsic \| + 0" \| \| \| 3r \| Valentin Madouas \| Groupama-FDJ \| + 26" \| \| \| 4t \| Bauke Mollema \| Trek-Segafredo \| + 27" \| \| \| 5è \| Guillaume Martin \| Cofidis \| + 27" \| \| \| 6è \| Amanuel Gebrezgabihier \| Trek-Segafredo \| + 31" \| \| \| 7è \| Andreas Kron \| Lotto-Soudal \| + 1' 27" \| \| \| 8è \| Alexis Vuillermoz \| TotalEnergies \| + 1' 27" \| \| \| 9è \| James Shaw \| EF Education-EasyPost \| + 1' 32" \| \| \| 10è \| Kevin Geniets \| Groupama-FDJ \| + 1' 33" \| \| |                        |                       |            |
| |                        |                       |            |
| Font: ProCyclingStats |                        |                       |            |
| Classificació general |                        |                       |            |
| Corredor | Corredor               | Equip                 | Temps      |
| 1r | Tim Wellens            | Lotto-Soudal          | 8h 00' 43" |
| 2n | Nairo Quintana Rojas   | Arkéa-Samsic          | + 0"       |
| 3r | Valentin Madouas       | Groupama-FDJ          | + 26"      |
| 4t | Bauke Mollema          | Trek-Segafredo        | + 27"      |
| 5è | Guillaume Martin       | Cofidis               | + 27"      |
| 6è | Amanuel Gebrezgabihier | Trek-Segafredo        | + 31"      |
| 7è | Andreas Kron           | Lotto-Soudal          | + 1' 27"   |
| 8è | Alexis Vuillermoz      | TotalEnergies         | + 1' 27"   |
| 9è | James Shaw             | EF Education-EasyPost | + 1' 32"   |
| 10è | Kevin Geniets          | Groupama-FDJ          | + 1' 33"   |

### Etapa 3
| \| Classificació de l'etapa \| Classificació de l'etapa \| Classificació de l'etapa \| Classificació de l'etapa \| Classificació de l'etapa \| \| Corredor \| Corredor \| Equip \| Temps \| \| \| ------------------------ \| ------------------------ \| ------------------------- \| ------------------------ \| ------------------------ \| \| 1r \| Nairo Quintana Rojas \| Arkéa-Samsic \| 2h 55' 17" \| \| \| 2n \| Guillaume Martin \| Cofidis \| + 1' 21" \| \| \| 4t \| Alexis Vuillermoz \| TotalEnergies \| + 1' 30" \| \| \| 5è \| Tim Wellens \| Lotto-Soudal \| + 1' 30" \| \| \| 6è \| Michael Storer \| Groupama-FDJ \| + 1' 37" \| \| \| 7è \| Andrea Vendrame \| AG2R Citroën Team \| + 2' 25" \| \| \| 8è \| Aurélien Paret-Peintre \| AG2R Citroën Team \| + 2' 25" \| \| \| 9è \| Rémy Mertz \| Bingoal Pauwels Sauces WB \| + 2' 25" \| \| \| 10è \| Romain Combaud \| Team DSM \| + 2' 25" \| \| |                        |                           |            |
| |                        |                           |            |
| Font: ProCyclingStats |                        |                           |            |
| Classificació de l'etapa |                        |                           |            |
| Corredor | Corredor               | Equip                     | Temps      |
| 1r | Nairo Quintana Rojas   | Arkéa-Samsic              | 2h 55' 17" |
| 2n | Guillaume Martin       | Cofidis                   | + 1' 21"   |
| 4t | Alexis Vuillermoz      | TotalEnergies             | + 1' 30"   |
| 5è | Tim Wellens            | Lotto-Soudal              | + 1' 30"   |
| 6è | Michael Storer         | Groupama-FDJ              | + 1' 37"   |
| 7è | Andrea Vendrame        | AG2R Citroën Team         | + 2' 25"   |
| 8è | Aurélien Paret-Peintre | AG2R Citroën Team         | + 2' 25"   |
| 9è | Rémy Mertz             | Bingoal Pauwels Sauces WB | + 2' 25"   |
| 10è | Romain Combaud         | Team DSM                  | + 2' 25"   |

## Classificacions finals

### Classificació general
| \| Classificació general \| Classificació general \| Classificació general \| Classificació general \| Classificació general \| \| Corredor \| Corredor \| Equip \| Temps \| \| \| --------------------- \| ---------------------- \| --------------------- \| --------------------- \| --------------------- \| \| 1r \| Nairo Quintana Rojas \| Arkéa-Samsic \| 10h 56' 01" \| \| \| 2n \| Tim Wellens \| Lotto-Soudal \| + 1' 30" \| \| \| 3r \| Guillaume Martin \| Cofidis \| + 1' 48" \| \| \| 4t \| Valentin Madouas \| Groupama-FDJ \| + 2' 50" \| \| \| 5è \| Bauke Mollema \| Trek-Segafredo \| + 2' 52" \| \| \| 6è \| Amanuel Gebrezgabihier \| Trek-Segafredo \| + 2' 55" \| \| \| 7è \| Alexis Vuillermoz \| TotalEnergies \| + 2' 57" \| \| \| 8è \| Andreas Kron \| Lotto-Soudal \| + 3' 52" \| \| \| 9è \| James Shaw \| EF Education-EasyPost \| + 3' 56" \| \| \| 10è \| Kevin Geniets \| Groupama-FDJ \| + 3' 58" \| \| |                        |                       |             |
| |                        |                       |             |
| Font: ProCyclingStats |                        |                       |             |
| Classificació general |                        |                       |             |
| Corredor | Corredor               | Equip                 | Temps       |
| 1r | Nairo Quintana Rojas   | Arkéa-Samsic          | 10h 56' 01" |
| 2n | Tim Wellens            | Lotto-Soudal          | + 1' 30"    |
| 3r | Guillaume Martin       | Cofidis               | + 1' 48"    |
| 4t | Valentin Madouas       | Groupama-FDJ          | + 2' 50"    |
| 5è | Bauke Mollema          | Trek-Segafredo        | + 2' 52"    |
| 6è | Amanuel Gebrezgabihier | Trek-Segafredo        | + 2' 55"    |
| 7è | Alexis Vuillermoz      | TotalEnergies         | + 2' 57"    |
| 8è | Andreas Kron           | Lotto-Soudal          | + 3' 52"    |
| 9è | James Shaw             | EF Education-EasyPost | + 3' 56"    |
| 10è | Kevin Geniets          | Groupama-FDJ          | + 3' 58"    |

### Classificacions secundàries
| Classificació per punts | Classificació per punts | Classificació per punts | Classificació per punts | Classificació per punts |
| Corredor                | Corredor                | Equip                   | Punts                   |                         |
| ----------------------- | ----------------------- | ----------------------- | ----------------------- | ----------------------- |
| 1r                      | Nairo Quintana Rojas    | Arkéa-Samsic            | 45 pts                  |                         |
| 2n                      | Tim Wellens             | Lotto-Soudal            | 41 pts                  |                         |
| 3r                      | Guillaume Martin        | Cofidis                 | 32 pts                  |                         |
| 4t                      | Andrea Vendrame         | AG2R Citroën Team       | 23 pts                  |                         |
| 5è                      | Alexis Vuillermoz       | TotalEnergies           | 22 pts                  |                         |

| Classificació per punts | Classificació per punts | Classificació per punts | Classificació per punts | Classificació per punts |
| Corredor                | Corredor                | Equip                   | Punts                   |                         |
| ----------------------- | ----------------------- | ----------------------- | ----------------------- | ----------------------- |
| 1r                      | Nairo Quintana Rojas    | Arkéa-Samsic            | 45 pts                  |                         |
| 2n                      | Tim Wellens             | Lotto-Soudal            | 41 pts                  |                         |
| 3r                      | Guillaume Martin        | Cofidis                 | 32 pts                  |                         |
| 4t                      | Andrea Vendrame         | AG2R Citroën Team       | 23 pts                  |                         |
| 5è                      | Alexis Vuillermoz       | TotalEnergies           | 22 pts                  |                         |

| Classificació de la muntanya | Classificació de la muntanya | Classificació de la muntanya | Classificació de la muntanya | Classificació de la muntanya |
| Corredor                     | Corredor                     | Equip                        | Punts                        |                              |
| ---------------------------- | ---------------------------- | ---------------------------- | ---------------------------- | ---------------------------- |
| 1r                           | Nairo Quintana Rojas         | Arkéa-Samsic                 | 18 pts                       |                              |
| 2n                           | Thibaut Pinot                | Groupama-FDJ                 | 16 pts                       |                              |
| 3r                           | Jonathan Couanon             | Nice Métropole Côte d'Azur   | 14 pts                       |                              |
| 4t                           | Lilian Calmejane             | AG2R Citroën Team            | 14 pts                       |                              |
| 5è                           | Roger Adrià Oliveras         | Equipo Kern Pharma           | 10 pts                       |                              |

| Classificació de la muntanya | Classificació de la muntanya | Classificació de la muntanya | Classificació de la muntanya | Classificació de la muntanya |
| Corredor                     | Corredor                     | Equip                        | Punts                        |                              |
| ---------------------------- | ---------------------------- | ---------------------------- | ---------------------------- | ---------------------------- |
| 1r                           | Nairo Quintana Rojas         | Arkéa-Samsic                 | 18 pts                       |                              |
| 2n                           | Thibaut Pinot                | Groupama-FDJ                 | 16 pts                       |                              |
| 3r                           | Jonathan Couanon             | Nice Métropole Côte d'Azur   | 14 pts                       |                              |
| 4t                           | Lilian Calmejane             | AG2R Citroën Team            | 14 pts                       |                              |
| 5è                           | Roger Adrià Oliveras         | Equipo Kern Pharma           | 10 pts                       |                              |

| Classificació del millor jove | Classificació del millor jove | Classificació del millor jove | Classificació del millor jove | Classificació del millor jove |
| Corredor                      | Corredor                      | Equip                         | Temps                         |                               |
| ----------------------------- | ----------------------------- | ----------------------------- | ----------------------------- | ----------------------------- |
| 1r                            | Andreas Kron                  | Lotto-Soudal                  | 10h 59' 53"                   |                               |
| 2n                            | Mark Donovan                  | Team DSM                      | + 19"                         |                               |
| 3r                            | Andrea Mifsud                 | Nice Métropole Côte d'Azur    | + 1' 44"                      |                               |
| 4t                            | Roger Adrià Oliveras          | Equipo Kern Pharma            | + 3' 09"                      |                               |
| 5è                            | Valentin Ferron               | TotalEnergies                 | + 7' 03"                      |                               |

| Classificació del millor jove | Classificació del millor jove | Classificació del millor jove | Classificació del millor jove | Classificació del millor jove |
| Corredor                      | Corredor                      | Equip                         | Temps                         |                               |
| ----------------------------- | ----------------------------- | ----------------------------- | ----------------------------- | ----------------------------- |
| 1r                            | Andreas Kron                  | Lotto-Soudal                  | 10h 59' 53"                   |                               |
| 2n                            | Mark Donovan                  | Team DSM                      | + 19"                         |                               |
| 3r                            | Andrea Mifsud                 | Nice Métropole Côte d'Azur    | + 1' 44"                      |                               |
| 4t                            | Roger Adrià Oliveras          | Equipo Kern Pharma            | + 3' 09"                      |                               |
| 5è                            | Valentin Ferron               | TotalEnergies                 | + 7' 03"                      |                               |

| Classificació per equips | Classificació per equips | Classificació per equips | Classificació per equips |
| Equip                    | Equip                    | Temps                    |                          |
| ------------------------ | ------------------------ | ------------------------ | ------------------------ |
| 1r                       | Groupama-FDJ             | 33h 02' 30"              |                          |
| 2n                       | AG2R Citroën Team        | + 30"                    |                          |
| 3r                       | Arkéa-Samsic             | + 2' 56"                 |                          |
| 4t                       | Team DSM                 | + 3' 04"                 |                          |
| 5è                       | TotalEnergies            | + 8' 39"                 |                          |

| Classificació per equips | Classificació per equips | Classificació per equips | Classificació per equips |
| Equip                    | Equip                    | Temps                    |                          |
| ------------------------ | ------------------------ | ------------------------ | ------------------------ |
| 1r                       | Groupama-FDJ             | 33h 02' 30"              |                          |
| 2n                       | AG2R Citroën Team        | + 30"                    |                          |
| 3r                       | Arkéa-Samsic             | + 2' 56"                 |                          |
| 4t                       | Team DSM                 | + 3' 04"                 |                          |
| 5è                       | TotalEnergies            | + 8' 39"                 |                          |

## Evolució de les classificacions
| Etapa                  | Vencedor               | Classificació general | Classificació per punts | Classificació de la muntanya | Classificació dels joves | Classificació per equips |
| ---------------------- | ---------------------- | --------------------- | ----------------------- | ---------------------------- | ------------------------ | ------------------------ |
| 1                      | Caleb Ewan             | Caleb Ewan            | Caleb Ewan              | Tristan Delacroix            | Alexis Renard            | Lotto-Soudal             |
| 2                      | Tim Wellens            | Tim Wellens           | Tim Wellens             | Jonathan Couanon             | Andreas Kron             | AG2R Citroën             |
| 3                      | Nairo Quintana         | Nairo Quintana        | Nairo Quintana          | Nairo Quintana               | Andreas Kron             | Groupama-FDJ             |
| Classificacions finals | Classificacions finals | Nairo Quintana        | Nairo Quintana          | Nairo Quintana               | Andreas Kron             | Groupama-FDJ             |

## Llista des participants
| Trek-Segafredo TFS | Trek-Segafredo TFS           | Trek-Segafredo TFS |
| ------------------ | ---------------------------- | ------------------ |
| Núm                | Ciclista                     | Pos                |
| 1                  | Bauke Mollema (NED)          | 5è                 |
| 2                  | Alex Kirsch (LUX)            | 40è                |
| 4                  | Amanuel Gebrezgabihier (ERI) | 6è                 |
| 5                  | Asbjørn Hellemose (DEN)      | 63è                |
| 6                  | Mattias Skjelmose (DEN)      | NP-3               |

| AG2R Citroën Team ACT | AG2R Citroën Team ACT        | AG2R Citroën Team ACT |
| --------------------- | ---------------------------- | --------------------- |
| Núm                   | Ciclista                     | Pos                   |
| 11                    | Dorian Godon (FRA)           | 29è                   |
| 12                    | Lilian Calmejane (FRA)       | 36è                   |
| 13                    | Mikaël Cherel (FRA)          | 51è                   |
| 14                    | Aurélien Paret-Peintre (FRA) | 11è                   |
| 15                    | Damien Touzé (FRA)           | 20è                   |
| 16                    | Andrea Vendrame (ITA)        | 22è                   |
| 17                    | Lawrence Warbasse (USA)      | 14è                   |

| Groupama-FDJ GFC | Groupama-FDJ GFC                   | Groupama-FDJ GFC |
| ---------------- | ---------------------------------- | ---------------- |
| Núm              | Ciclista                           | Pos              |
| 21               | Thibaut Pinot (FRA)                | 24è              |
| 22               | Lewis Askey (GBR)                  | 94è              |
| 23               | Kevin Geniets (LUX) (ruta i crono) | 10è              |
| 24               | Valentin Madouas (FRA)             | 4t               |
| 26               | Anthony Roux (FRA)                 | 77è              |
| 27               | Michael Storer (AUS)               | 32è              |

| Cofidis COF | Cofidis COF            | Cofidis COF |
| ----------- | ---------------------- | ----------- |
| Núm         | Ciclista               | Pos         |
| 31          | Guillaume Martin (FRA) | 3r          |
| 32          | Victor Lafay (FRA)     | 35è         |
| 33          | Anthony Perez (FRA)    | 38è         |
| 34          | François Bidard (FRA)  | 37è         |
| 35          | Alexis Renard (FRA)    | DNF-3       |
| 36          | Eddy Finé (FRA)        | 56è         |
| 37          | Thomas Champion (FRA)  | 84è         |

| EF Education-EasyPost EFE | EF Education-EasyPost EFE      | EF Education-EasyPost EFE |
| ------------------------- | ------------------------------ | ------------------------- |
| Núm                       | Ciclista                       | Pos                       |
| 41                        | Simon Carr (GBR)               | DNF-3                     |
| 43                        | Hideto Nakane (JPN)            | 81è                       |
| 44                        | Jonas Rutsch (GER)             | 70è                       |
| 45                        | James Shaw (GBR)               | 9è                        |
| 46                        | Michael Valgren Andersen (DEN) | DNF-2                     |
| 47                        | Łukasz Wiśniowski (POL)        | 79è                       |

| Arkéa-Samsic ARK | Arkéa-Samsic ARK           | Arkéa-Samsic ARK |
| ---------------- | -------------------------- | ---------------- |
| Núm              | Ciclista                   | Pos              |
| 51               | Nairo Quintana Rojas (COL) | 1r               |
| 52               | Maxime Bouet (FRA)         | 31è              |
| 53               | Nacer Bouhanni (FRA)       | 87è              |
| 54               | Miguel Flórez López (COL)  | 85è              |
| 55               | Nicolas Edet (FRA)         | 28è              |
| 56               | Łukasz Owsian (POL)        | 23è              |
| 57               | Kévin Ledanois (FRA)       | DNF-3            |

| Lotto-Soudal LTS | Lotto-Soudal LTS         | Lotto-Soudal LTS |
| ---------------- | ------------------------ | ---------------- |
| Núm              | Ciclista                 | Pos              |
| 61               | Tim Wellens (BEL)        | 2n               |
| 62               | Arnaud De Lie (BEL)      | 86è              |
| 63               | Caleb Ewan (AUS)         | DNF-3            |
| 64               | Andreas Kron (DEN)       | 8è               |
| 65               | Harry Sweeny (AUS)       | 59è              |
| 66               | Brent Van Moer (BEL)     | 72è              |
| 67               | Florian Vermeersch (BEL) | 67è              |

| Team DSM DSM | Team DSM DSM          | Team DSM DSM |
| ------------ | --------------------- | ------------ |
| Núm          | Ciclista              | Pos          |
| 71           | Romain Combaud (FRA)  | 12è          |
| 72           | Mark Donovan (GBR)    | 16è          |
| 73           | Chris Hamilton (AUS)  | 26è          |
| 74           | Lorenzo Milesi (ITA)  | 53è          |
| 76           | Martijn Tusveld (NED) | 41è          |

| Development Team DSM DDS | Development Team DSM DDS | Development Team DSM DDS |
| ------------------------ | ------------------------ | ------------------------ |
| Núm                      | Ciclista                 | Pos                      |
| 77                       | Hannes Wilksch (GER)     | DNF-3                    |

| TotalEnergies TEN | TotalEnergies TEN        | TotalEnergies TEN |
| ----------------- | ------------------------ | ----------------- |
| Núm               | Ciclista                 | Pos               |
| 81                | Peter Sagan (SVK) (ruta) | 65è               |
| 83                | Valentin Ferron (FRA)    | 30è               |
| 84                | Daniel Oss (ITA)         | 39è               |
| 85                | Julien Simon (FRA)       | 25è               |
| 86                | Anthony Turgis (FRA)     | 62è               |
| 87                | Alexis Vuillermoz (FRA)  | 7è                |

| Uno-X Pro Cycling Team UXT | Uno-X Pro Cycling Team UXT       | Uno-X Pro Cycling Team UXT |
| -------------------------- | -------------------------------- | -------------------------- |
| Núm                        | Ciclista                         | Pos                        |
| 91                         | Anders Halland Johannessen (NOR) | DNF-3                      |
| 92                         | Jonas Gregaard Wilsly (DEN)      | 27è                        |
| 93                         | Anders Skaarseth (NOR)           | 34è                        |
| 95                         | Torstein Træen (NOR)             | 15è                        |
| 96                         | Torjus Sleen (NOR)               | 76è                        |
| 97                         | Magnus Brynsrud (NOR)            | 54è                        |

| B&B Hotels-KTM BBK | B&B Hotels-KTM BBK     | B&B Hotels-KTM BBK |
| ------------------ | ---------------------- | ------------------ |
| Núm                | Ciclista               | Pos                |
| 101                | Franck Bonnamour (FRA) | 13è                |
| 102                | Cyril Barthe (FRA)     | 48è                |
| 103                | Maxime Chevalier (FRA) | 33è                |
| 104                | Thibault Ferasse (FRA) | DNF-3              |
| 105                | Cyril Gautier (FRA)    | 50è                |
| 106                | Jonathan Hivert (FRA)  | 69è                |
| 107                | Victor Koretzky (FRA)  | 66è                |

| Bingoal Pauwels Sauces WB BWB | Bingoal Pauwels Sauces WB BWB | Bingoal Pauwels Sauces WB BWB |
| ----------------------------- | ----------------------------- | ----------------------------- |
| Núm                           | Ciclista                      | Pos                           |
| 111                           | Arjen Livyns (BEL)            | 68è                           |
| 112                           | Rémy Mertz (BEL)              | 45è                           |
| 113                           | Kenny Molly (BEL)             | 21è                           |
| 114                           | Tom Paquot (BEL)              | DNF-2                         |
| 115                           | Luc Wirtgen (LUX)             | NP-3                          |
| 116                           | Dimitri Peyskens (BEL)        | DNF-3                         |
| 117                           | Marco Tizza (ITA)             | 43è                           |

| Equipo Kern Pharma EKP | Equipo Kern Pharma EKP      | Equipo Kern Pharma EKP |
| ---------------------- | --------------------------- | ---------------------- |
| Núm                    | Ciclista                    | Pos                    |
| 121                    | Roger Adrià Oliveras (ESP)  | 19è                    |
| 122                    | Eugenio Sánchez López (ESP) | 50è                    |
| 123                    | Martí Márquez (ESP)         | 44è                    |
| 124                    | Pau Miquel Delgado (ESP)    | 71è                    |
| 125                    | Sergio Araiz (ESP)          | DNF-3                  |
| 126                    | Danny van der Tuuk (NED)    | 64è                    |
| 127                    | Jaime Castrillo (ESP)       | 60è                    |

| Riwal Cycling Team RIW | Riwal Cycling Team RIW   | Riwal Cycling Team RIW |
| ---------------------- | ------------------------ | ---------------------- |
| Núm                    | Ciclista                 | Pos                    |
| 131                    | Søren Vosgerau (DEN)     | DNF-2                  |
| 132                    | Jacob Eriksson (SWE)     | 55è                    |
| 133                    | Elmar Reinders (NED)     | 69è                    |
| 134                    | Martijn Budding (NED)    | DNF-3                  |
| 135                    | Christoffer Lisson (DEN) | 95è                    |
| 136                    | Mathias Bregnhøj (DEN)   | 17è                    |
| 137                    | Morten Nørtoft (DEN)     | DNF-3                  |

| Saint Michel-Auber 93 AUB | Saint Michel-Auber 93 AUB  | Saint Michel-Auber 93 AUB |
| ------------------------- | -------------------------- | ------------------------- |
| Núm                       | Ciclista                   | Pos                       |
| 141                       | Joris Delbove (FRA)        | 42è                       |
| 142                       | Nicolas Debeaumarché (FRA) | NP-2                      |
| 144                       | Anthony Maldonado (FRA)    | 88è                       |
| 145                       | Flavien Maurelet (FRA)     | 89è                       |
| 146                       | Yoann Paillot (FRA)        | 46è                       |
| 147                       | Morne van Niekerk (RSA)    | DNF-3                     |

| Go Sport-Roubaix Lille Métropole GRL | Go Sport-Roubaix Lille Métropole GRL | Go Sport-Roubaix Lille Métropole GRL |
| ------------------------------------ | ------------------------------------ | ------------------------------------ |
| Núm                                  | Ciclista                             | Pos                                  |
| 151                                  | Evaldas Šiškevičius (LTU)            | 91è                                  |
| 152                                  | Clément Carisey (FRA)                | 82è                                  |
| 153                                  | Thomas Denis (FRA)                   | DNF-2                                |
| 154                                  | Maxime Jarnet (FRA)                  | 52è                                  |
| 155                                  | Jérémy Leveau (FRA)                  | NP-1                                 |
| 156                                  | Tom Mainguenaud (FRA)                | 90è                                  |
| 157                                  | Samuel Leroux (FRA)                  | 65è                                  |

| Nice Métropole Côte d'Azur NMC | Nice Métropole Côte d'Azur NMC | Nice Métropole Côte d'Azur NMC |
| ------------------------------ | ------------------------------ | ------------------------------ |
| Núm                            | Ciclista                       | Pos                            |
| 161                            | Antoine Berlin (MON)           | 58è                            |
| 162                            | Julien Amadori (FRA)           | 96è                            |
| 163                            | Jonathan Couanon (FRA)         | 83è                            |
| 164                            | Tristan Delacroix (FRA)        | 74è                            |
| 165                            | Jean Goubert (FRA)             | 49è                            |
| 166                            | Andrea Mifsud                  | 18è                            |
| 167                            | Maxime Urruty (FRA)            | 78è                            |

| Team U Nantes Atlantique 194 | Team U Nantes Atlantique 194 | Team U Nantes Atlantique 194 |
| ---------------------------- | ---------------------------- | ---------------------------- |
| Núm                          | Ciclista                     | Pos                          |
| 171                          | Louis Barré (FRA)            |                              |
| 172                          | Maël Guégan (FRA)            |                              |
| 173                          | Jordan Jegat (FRA)           |                              |
| 174                          | Yaël Joalland (FRA)          | DNF-2                        |
| 175                          | Mathias Le Turnier (FRA)     |                              |
| 176                          | Axel Mariault (FRA)          |                              |
| 177                          | Emmanuel Morin (FRA)         |                              |

| Trek-Segafredo TFS | Trek-Segafredo TFS           | Trek-Segafredo TFS |
| ------------------ | ---------------------------- | ------------------ |
| Núm                | Ciclista                     | Pos                |
| 1                  | Bauke Mollema (NED)          | 5è                 |
| 2                  | Alex Kirsch (LUX)            | 40è                |
| 4                  | Amanuel Gebrezgabihier (ERI) | 6è                 |
| 5                  | Asbjørn Hellemose (DEN)      | 63è                |
| 6                  | Mattias Skjelmose (DEN)      | NP-3               |

| AG2R Citroën Team ACT | AG2R Citroën Team ACT        | AG2R Citroën Team ACT |
| --------------------- | ---------------------------- | --------------------- |
| Núm                   | Ciclista                     | Pos                   |
| 11                    | Dorian Godon (FRA)           | 29è                   |
| 12                    | Lilian Calmejane (FRA)       | 36è                   |
| 13                    | Mikaël Cherel (FRA)          | 51è                   |
| 14                    | Aurélien Paret-Peintre (FRA) | 11è                   |
| 15                    | Damien Touzé (FRA)           | 20è                   |
| 16                    | Andrea Vendrame (ITA)        | 22è                   |
| 17                    | Lawrence Warbasse (USA)      | 14è                   |

| Groupama-FDJ GFC | Groupama-FDJ GFC                   | Groupama-FDJ GFC |
| ---------------- | ---------------------------------- | ---------------- |
| Núm              | Ciclista                           | Pos              |
| 21               | Thibaut Pinot (FRA)                | 24è              |
| 22               | Lewis Askey (GBR)                  | 94è              |
| 23               | Kevin Geniets (LUX) (ruta i crono) | 10è              |
| 24               | Valentin Madouas (FRA)             | 4t               |
| 26               | Anthony Roux (FRA)                 | 77è              |
| 27               | Michael Storer (AUS)               | 32è              |

| Cofidis COF | Cofidis COF            | Cofidis COF |
| ----------- | ---------------------- | ----------- |
| Núm         | Ciclista               | Pos         |
| 31          | Guillaume Martin (FRA) | 3r          |
| 32          | Victor Lafay (FRA)     | 35è         |
| 33          | Anthony Perez (FRA)    | 38è         |
| 34          | François Bidard (FRA)  | 37è         |
| 35          | Alexis Renard (FRA)    | DNF-3       |
| 36          | Eddy Finé (FRA)        | 56è         |
| 37          | Thomas Champion (FRA)  | 84è         |

| EF Education-EasyPost EFE | EF Education-EasyPost EFE      | EF Education-EasyPost EFE |
| ------------------------- | ------------------------------ | ------------------------- |
| Núm                       | Ciclista                       | Pos                       |
| 41                        | Simon Carr (GBR)               | DNF-3                     |
| 43                        | Hideto Nakane (JPN)            | 81è                       |
| 44                        | Jonas Rutsch (GER)             | 70è                       |
| 45                        | James Shaw (GBR)               | 9è                        |
| 46                        | Michael Valgren Andersen (DEN) | DNF-2                     |
| 47                        | Łukasz Wiśniowski (POL)        | 79è                       |

| Arkéa-Samsic ARK | Arkéa-Samsic ARK           | Arkéa-Samsic ARK |
| ---------------- | -------------------------- | ---------------- |
| Núm              | Ciclista                   | Pos              |
| 51               | Nairo Quintana Rojas (COL) | 1r               |
| 52               | Maxime Bouet (FRA)         | 31è              |
| 53               | Nacer Bouhanni (FRA)       | 87è              |
| 54               | Miguel Flórez López (COL)  | 85è              |
| 55               | Nicolas Edet (FRA)         | 28è              |
| 56               | Łukasz Owsian (POL)        | 23è              |
| 57               | Kévin Ledanois (FRA)       | DNF-3            |

| Lotto-Soudal LTS | Lotto-Soudal LTS         | Lotto-Soudal LTS |
| ---------------- | ------------------------ | ---------------- |
| Núm              | Ciclista                 | Pos              |
| 61               | Tim Wellens (BEL)        | 2n               |
| 62               | Arnaud De Lie (BEL)      | 86è              |
| 63               | Caleb Ewan (AUS)         | DNF-3            |
| 64               | Andreas Kron (DEN)       | 8è               |
| 65               | Harry Sweeny (AUS)       | 59è              |
| 66               | Brent Van Moer (BEL)     | 72è              |
| 67               | Florian Vermeersch (BEL) | 67è              |

| Team DSM DSM | Team DSM DSM          | Team DSM DSM |
| ------------ | --------------------- | ------------ |
| Núm          | Ciclista              | Pos          |
| 71           | Romain Combaud (FRA)  | 12è          |
| 72           | Mark Donovan (GBR)    | 16è          |
| 73           | Chris Hamilton (AUS)  | 26è          |
| 74           | Lorenzo Milesi (ITA)  | 53è          |
| 76           | Martijn Tusveld (NED) | 41è          |

| Development Team DSM DDS | Development Team DSM DDS | Development Team DSM DDS |
| ------------------------ | ------------------------ | ------------------------ |
| Núm                      | Ciclista                 | Pos                      |
| 77                       | Hannes Wilksch (GER)     | DNF-3                    |

| TotalEnergies TEN | TotalEnergies TEN        | TotalEnergies TEN |
| ----------------- | ------------------------ | ----------------- |
| Núm               | Ciclista                 | Pos               |
| 81                | Peter Sagan (SVK) (ruta) | 65è               |
| 83                | Valentin Ferron (FRA)    | 30è               |
| 84                | Daniel Oss (ITA)         | 39è               |
| 85                | Julien Simon (FRA)       | 25è               |
| 86                | Anthony Turgis (FRA)     | 62è               |
| 87                | Alexis Vuillermoz (FRA)  | 7è                |

| Uno-X Pro Cycling Team UXT | Uno-X Pro Cycling Team UXT       | Uno-X Pro Cycling Team UXT |
| -------------------------- | -------------------------------- | -------------------------- |
| Núm                        | Ciclista                         | Pos                        |
| 91                         | Anders Halland Johannessen (NOR) | DNF-3                      |
| 92                         | Jonas Gregaard Wilsly (DEN)      | 27è                        |
| 93                         | Anders Skaarseth (NOR)           | 34è                        |
| 95                         | Torstein Træen (NOR)             | 15è                        |
| 96                         | Torjus Sleen (NOR)               | 76è                        |
| 97                         | Magnus Brynsrud (NOR)            | 54è                        |

| B&B Hotels-KTM BBK | B&B Hotels-KTM BBK     | B&B Hotels-KTM BBK |
| ------------------ | ---------------------- | ------------------ |
| Núm                | Ciclista               | Pos                |
| 101                | Franck Bonnamour (FRA) | 13è                |
| 102                | Cyril Barthe (FRA)     | 48è                |
| 103                | Maxime Chevalier (FRA) | 33è                |
| 104                | Thibault Ferasse (FRA) | DNF-3              |
| 105                | Cyril Gautier (FRA)    | 50è                |
| 106                | Jonathan Hivert (FRA)  | 69è                |
| 107                | Victor Koretzky (FRA)  | 66è                |

| Bingoal Pauwels Sauces WB BWB | Bingoal Pauwels Sauces WB BWB | Bingoal Pauwels Sauces WB BWB |
| ----------------------------- | ----------------------------- | ----------------------------- |
| Núm                           | Ciclista                      | Pos                           |
| 111                           | Arjen Livyns (BEL)            | 68è                           |
| 112                           | Rémy Mertz (BEL)              | 45è                           |
| 113                           | Kenny Molly (BEL)             | 21è                           |
| 114                           | Tom Paquot (BEL)              | DNF-2                         |
| 115                           | Luc Wirtgen (LUX)             | NP-3                          |
| 116                           | Dimitri Peyskens (BEL)        | DNF-3                         |
| 117                           | Marco Tizza (ITA)             | 43è                           |

| Equipo Kern Pharma EKP | Equipo Kern Pharma EKP      | Equipo Kern Pharma EKP |
| ---------------------- | --------------------------- | ---------------------- |
| Núm                    | Ciclista                    | Pos                    |
| 121                    | Roger Adrià Oliveras (ESP)  | 19è                    |
| 122                    | Eugenio Sánchez López (ESP) | 50è                    |
| 123                    | Martí Márquez (ESP)         | 44è                    |
| 124                    | Pau Miquel Delgado (ESP)    | 71è                    |
| 125                    | Sergio Araiz (ESP)          | DNF-3                  |
| 126                    | Danny van der Tuuk (NED)    | 64è                    |
| 127                    | Jaime Castrillo (ESP)       | 60è                    |

| Riwal Cycling Team RIW | Riwal Cycling Team RIW   | Riwal Cycling Team RIW |
| ---------------------- | ------------------------ | ---------------------- |
| Núm                    | Ciclista                 | Pos                    |
| 131                    | Søren Vosgerau (DEN)     | DNF-2                  |
| 132                    | Jacob Eriksson (SWE)     | 55è                    |
| 133                    | Elmar Reinders (NED)     | 69è                    |
| 134                    | Martijn Budding (NED)    | DNF-3                  |
| 135                    | Christoffer Lisson (DEN) | 95è                    |
| 136                    | Mathias Bregnhøj (DEN)   | 17è                    |
| 137                    | Morten Nørtoft (DEN)     | DNF-3                  |

| Saint Michel-Auber 93 AUB | Saint Michel-Auber 93 AUB  | Saint Michel-Auber 93 AUB |
| ------------------------- | -------------------------- | ------------------------- |
| Núm                       | Ciclista                   | Pos                       |
| 141                       | Joris Delbove (FRA)        | 42è                       |
| 142                       | Nicolas Debeaumarché (FRA) | NP-2                      |
| 144                       | Anthony Maldonado (FRA)    | 88è                       |
| 145                       | Flavien Maurelet (FRA)     | 89è                       |
| 146                       | Yoann Paillot (FRA)        | 46è                       |
| 147                       | Morne van Niekerk (RSA)    | DNF-3                     |

| Go Sport-Roubaix Lille Métropole GRL | Go Sport-Roubaix Lille Métropole GRL | Go Sport-Roubaix Lille Métropole GRL |
| ------------------------------------ | ------------------------------------ | ------------------------------------ |
| Núm                                  | Ciclista                             | Pos                                  |
| 151                                  | Evaldas Šiškevičius (LTU)            | 91è                                  |
| 152                                  | Clément Carisey (FRA)                | 82è                                  |
| 153                                  | Thomas Denis (FRA)                   | DNF-2                                |
| 154                                  | Maxime Jarnet (FRA)                  | 52è                                  |
| 155                                  | Jérémy Leveau (FRA)                  | NP-1                                 |
| 156                                  | Tom Mainguenaud (FRA)                | 90è                                  |
| 157                                  | Samuel Leroux (FRA)                  | 65è                                  |

| Nice Métropole Côte d'Azur NMC | Nice Métropole Côte d'Azur NMC | Nice Métropole Côte d'Azur NMC |
| ------------------------------ | ------------------------------ | ------------------------------ |
| Núm                            | Ciclista                       | Pos                            |
| 161                            | Antoine Berlin (MON)           | 58è                            |
| 162                            | Julien Amadori (FRA)           | 96è                            |
| 163                            | Jonathan Couanon (FRA)         | 83è                            |
| 164                            | Tristan Delacroix (FRA)        | 74è                            |
| 165                            | Jean Goubert (FRA)             | 49è                            |
| 166                            | Andrea Mifsud                  | 18è                            |
| 167                            | Maxime Urruty (FRA)            | 78è                            |

| Team U Nantes Atlantique 194 | Team U Nantes Atlantique 194 | Team U Nantes Atlantique 194 |
| ---------------------------- | ---------------------------- | ---------------------------- |
| Núm                          | Ciclista                     | Pos                          |
| 171                          | Louis Barré (FRA)            |                              |
| 172                          | Maël Guégan (FRA)            |                              |
| 173                          | Jordan Jegat (FRA)           |                              |
| 174                          | Yaël Joalland (FRA)          | DNF-2                        |
| 175                          | Mathias Le Turnier (FRA)     |                              |
| 176                          | Axel Mariault (FRA)          |                              |
| 177                          | Emmanuel Morin (FRA)         |                              |